# Pelidnota vitticollis
Pelidnota vitticollis är en skalbaggsart som beskrevs av Hermann Burmeister 1844. Pelidnota vitticollis ingår i släktet Pelidnota och familjen Rutelidae. Inga underarter finns listade i Catalogue of Life.